# كامي سان صانز

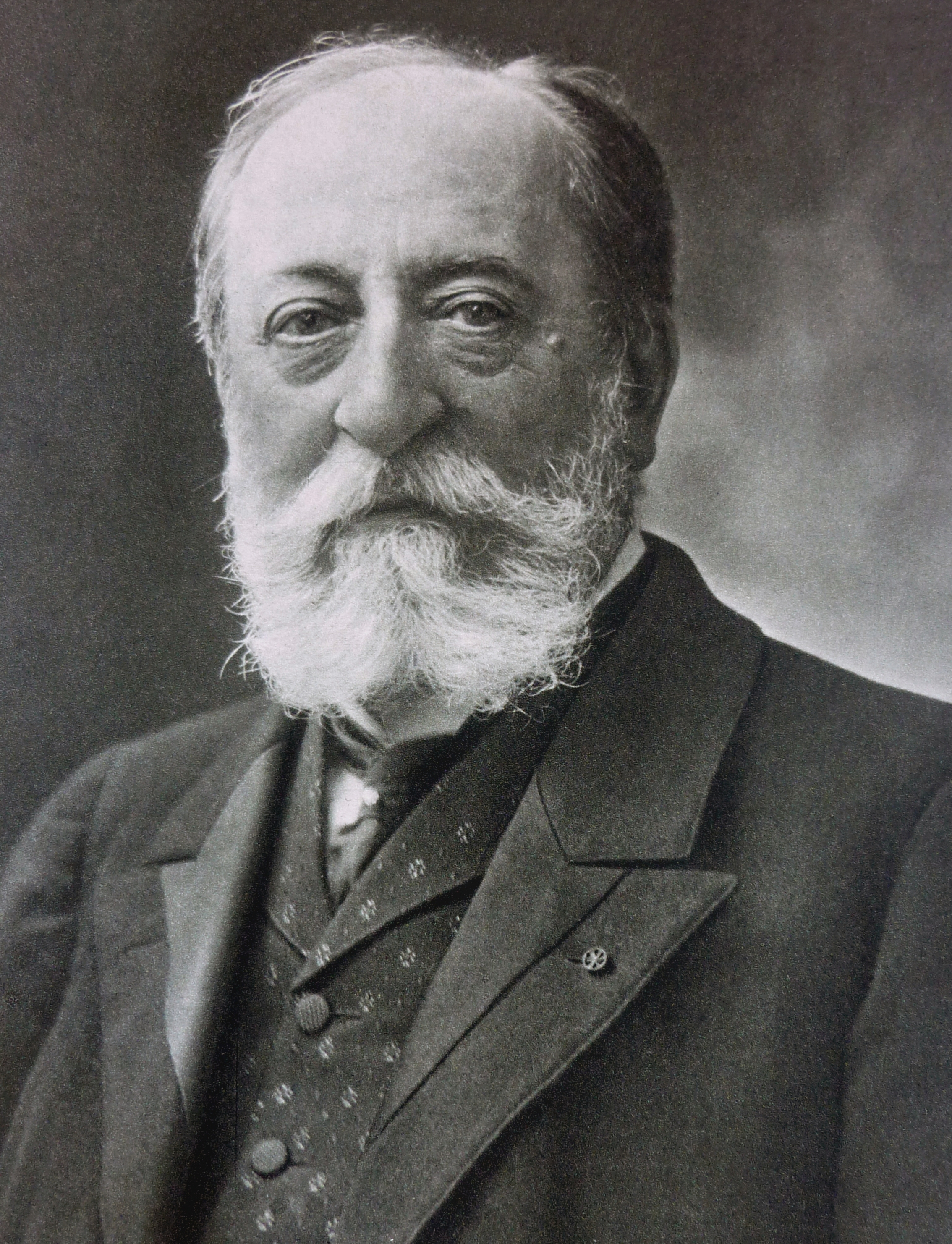
Camille Saint-Saëns

كامي سان صانز (بالفرنسية: Camille Saint-Saëns)‏ (9 أكتوبر 1835 – ت. 16 ديسمبر 1921) مؤلف موسيقي فرنسي وعازف أرغن ومايسترو وعازف بيانو من العصر الرومانسي.

## حياته
بدأ الكثير من المؤلفين الموسيقيين كأطفال غريبي الأطوار لكن بأي تقدير كان سان صانز مثالا متطرفا. ففي عمر السنتين كان يمكنه القراءة والكتابة وكان يميز الألحان على البيانو. بعد وقت قصير من بلوغه الثالثة بدأ التأليف الموسيقي وبحلول سن الخامسة قدم أول حفل رسيتال بيانو. في السابعة كان يقرأ اللاتينية ويدرس علم النبات ويطور ما أصبح اهتمامه لثمانين عام بدراسة علم الفراشات. بعد ظهوره الرسمي الأول كعازف بيانو في الحفلات عرض كاميه البالغ عشر سنوات عزف أي من سوناتات بيتهوفن ال32 من الذاكرة. باختصار اقترحت طفولته إمكانيات تشبه موتسارت ومع ذلك لم تتحقق هذه الإمكانيات قط. علق سان صانز ذات مرة أنه عاش «في الموسيقى مثل السمك في الماء» وأن التأليف طبيعي مثل «شجرة تفاح تطرح التفاح». هنا تكمن المشكلة. مثلما الحال مع مندلسون جاءه التكنيك بسهولة شديدة حتى أنه عمليا أطفأ شعلة الأصالة.
مع هذا اعتبر لسنوات كثيرة أعظم موسيقي ثوري في فرنسا، رغم أن سمعته تطورت أكثر من تأييده الصريح لموسيقى مؤلفين آخرين – بالأخص موسيقى ليست وفاجنر أكثر من أي عمل له من 1860 حتى 1965 كان سان صانز أستاذ البيانو في مدرسة نيدرمير حيث وجه طاقاته بالإضافة للترويج للموسيقى المعاصرة إلى بحث عمل سابقيه. إضافة لمندلسون كان واحدا من أول من أعاد تأسيس موسيقى باخ حيث حول برليوز المتشكك أثناء هذا وبذل الكثير ليعيد موتسارت لمكانته الصحيحة حيث كان أول من عزف مجمعة كاملة من كونشرتاته للبيانو. كان هاندل مؤلفا غير تقليدي ليشغل انتباه سان صانز ومثلما مع برليوز كان جلوك له سحر دام معظم حياته.
أثناء حياته كان مشهورا لعزفه على آلة الأرغن مثل أي من مواهبه الموسيقية الأخرى، حيث اعتبره ليست أعظم عازف أرغن في العالم. من 1857 حتى 1875 كان عازف الأرغن الأساسي في الكنيسة الباريسية لا مادلين حيث استفاد بالكامل من آلة كافيل كول الجديدة مع مجالها العريض للأصوات الأوركسترالية – أذهل السامعين بمهارته في الارتجال. خلفه في كنيسة لا مادلين صديقه وتلميذه السابق غابرييل فوري.
رغم أنه مؤسس مشترك عام 1871 للجمعية القومية للموسيقى (التي هدفت للترويج للموسيقى الفرنسية القديمة والجديدة)، حين بلغ سان صانز منتصف الخمسينات من عمره، الماضي فاز باليد العليا على الحاضر. كان يشعر بالمرارة والمزاج السيء فأصبح تقليديا حيث عارض الموسيقى التقدمية لديبوسي ورافيل وغضب بشدة من «طقوس الربيع» لسترافنسكي. مع ذلك رغم كل رد فعله المترفع كان واحدا من أوائل الكلاسيكيين الجدد حيث جسد الكثير من أروع الصفات التقليدية للموسيقى الفرنسية – الوضوح والأناقة والعظمة. أفضل نقش كتبه عن نفسه «سعيت وراء نقاء الأسلوب وكمال الشكل».

## وصلات خارجية
- كامي سان صانز على موقع IMDb (الإنجليزية)
- كامي سان صانز على موقع الموسوعة البريطانية (الإنجليزية)
- كامي سان صانز على موقع ألو سيني (الفرنسية)
- كامي سان صانز على موقع ألو سيني (الفرنسية)
- كامي سان صانز على موقع ألو سيني (الفرنسية)
- كامي سان صانز على موقع ميوزك برينز (الإنجليزية)
- كامي سان صانز على موقع أول موفي (الإنجليزية)
- كامي سان صانز على موقع قاعدة بيانات برودواي على الإنترنت (الإنجليزية)
- كامي سان صانز على موقع قاعدة بيانات الأفلام السويدية (السويدية)
- كامي سان صانز على موقع إن إن دي بي (الإنجليزية)

1. ↑   https://www.academiedesbeauxarts.fr/academiciens-depuis-1795?field_chair_target_id=106&field_election_date_value=&field_death_date_value=&year=. {{استشهاد ويب}}: |url= بحاجة لعنوان (مساعدة) والوسيط |title= غير موجود أو فارغ (من ويكي بيانات) (مساعدة)
2. ↑  Archivio Storico Ricordi، QID:Q3621644
3. ↑  MusicBrainz (بالإنجليزية), MetaBrainz Foundation, QID:Q14005
4. ↑  Saint-Saëns, Camille. دار نشر جامعة أكسفورد. مؤرشف من الأصل في 2022-08-26. {{استشهاد بموسوعة}}: الوسيط غير المعروف |معجم= تم تجاهله (مساعدة)
5. ↑  Ratner, Sabina Teller. "Saint-Saëns, Camille: Life", Grove Music Online, Oxford University Press. Retrieved 7 February 2015 (الاشتراك مطلوب) نسخة محفوظة 2015-02-18 at Archive.is
6. ↑  Duchen, Jessica. " The composer who disappeared (twice)", ذي إندبندنت, 19 April 2004 نسخة محفوظة 2023-12-15 على موقع واي باك مشين.
7. ↑  Macdonald, Hugh. "Princesse jaune, La", The New Grove Dictionary of Opera, Oxford Music Online, Oxford University Press. Retrieved 16 February 2015 (الاشتراك مطلوب) نسخة محفوظة 2015-02-16 at Archive.is
8. ↑  The Rough Guide to Classical Music by Joe Staines